# BDO World Trophy
De BDO World Trophy was een internationaal darttoernooi dat jaarlijks sinds 2014 in verschillende steden in Groot-Brittannië werd gehouden. Het dartstoernooi werd jaarlijks in mei georganiseerd door de British Darts Organisation. Het toernooi kon worden beschouwd als de opvolger van de World Darts Trophy.  

## Finales mannen
| Jaar | Winnaar (gemiddelde in finale) | T    | Legs    | Runner-up (gemiddelde in finale) | Sponsors         | Prijzenpot | Prijzenpot | Prijzenpot | Plaats                               |
| Jaar | Winnaar (gemiddelde in finale) | T    | Legs    | Runner-up (gemiddelde in finale) | Sponsors         | Totaal     | Winnaar    | Runner-up  | Plaats                               |
| ---- | ------------------------------ | ---- | ------- | -------------------------------- | ---------------- | ---------- | ---------- | ---------- | ------------------------------------ |
| 2014 | James Wilson (90.21)           | 1ste | 13 – 11 | Ross Montgomery (90.96)          | Daily Mirror     | £ 80.000   | £ 30.000   | £ 12.000   | Blackpool Tower, Blackpool           |
| 2015 | Geert De Vos (86.58)           | 1ste | 10 – 9  | Jeffrey de Graaf (88.20)         | Winmau           | £ 40.000   | £ 10.000   | £ 5000     | Event City, Manchester               |
| 2016 | Darryl Fitton (87.84)          | 1ste | 13 – 9  | Peter Machin (81.19)             | Sportsdirect.com | £ 78.000   | £ 20.000   | £ 10.000   | Lakeside Country Club, Frimley Green |
| 2017 | Peter Machin (91.08)           | 1ste | 10 – 8  | Martin Phillips (86.25)          | Winmau           | £ 38.000   | £ 8000     | £ 4000     | Memo Arts Centre, Barry              |
| 2018 | Glen Durrant (97.00)           | 1ste | 10 – 7  | Michael Unterbuchner (95.67)     | Winmau           | £ 34.000   | £ 8000     | £ 4000     | Preston Guild Hall, Preston          |
| 2019 | Jim Williams (85.36)           | 1ste | 8 – 6   | Richard Veenstra (84.67)         | One80, L-style   | £ 34.750   | £ 8000     | £ 4000     | King George's Hall, Blackburn        |

## Finales dames
| Jaar | Winnaar (gemiddelde in finale) | T    | Legs  | Runner-up (gemiddelde in finale) | Sponsors         | Prijzenpot | Prijzenpot | Prijzenpot | Plaats                               |
| Jaar | Winnaar (gemiddelde in finale) | T    | Legs  | Runner-up (gemiddelde in finale) | Sponsors         | Totaal     | Winnaar    | Runner-up  | Plaats                               |
| ---- | ------------------------------ | ---- | ----- | -------------------------------- | ---------------- | ---------- | ---------- | ---------- | ------------------------------------ |
| 2014 | Anastasia Dobromyslova (73.41) | 1ste | 9 – 7 | Lisa Ashton (72.00)              | Daily Mirror     | £ 14.400   | £ 6000     | £ 2.400    | Blackpool Tower, Blackpool           |
| 2015 | Lisa Ashton (77.67)            | 1ste | 7 – 5 | Anastasia Dobromyslova (73.89)   | Winmau           | £ 10.500   | £ 3000     | £ 1.500    | Event City, Manchester               |
| 2016 | Lisa Ashton (83.55)            | 2de  | 7 – 4 | Deta Hedman (77.13)              | Sportsdirect.com | £ 22.000   | £ 4000     | £ 2000     | Lakeside Country Club, Frimley Green |
| 2017 | Aileen de Graaf (68.32)        | 1ste | 6 – 2 | Anastasia Dobromyslova (67.11)   | Winmau           | £ 22.000   | £ 4000     | £ 2000     | Memo Arts Centre, Barry              |
| 2018 | Fallon Sherrock (94.22)        | 1ste | 6 – 2 | Lorraine Winstanley (84.77)      | Winmau           | £ 13.000   | £ 3000     | £ 1.500    | Preston Guild Hall, Preston          |
| 2019 | Lisa Ashton (81.04)            | 3de  | 6 – 2 | Anastasia Dobromyslova (78.82)   | One80, L-style   | £ 8.500    | £ 2000     | £ 1000     | King George's Hall, Blackburn        |